# Lasse Møller
Lasse Kjær Møller, né le 11 juin 1996 à Gudme au Danemark, est un handballeur international danois évoluant au poste d'arrière gauche au SG Flensburg-Handewitt depuis 2020.

## Biographie
Lasse Møller commence à jouer au handball dans sa ville natale de Gudme au sein du GOG Håndbold. Avec ce même club, il fait ses débuts en professionnel en 2013. Lors de la saison 2019-2020, il finit deuxième meilleur buteur de la Handboldligaen avec 150 buts.
En 2020, il s'engage avec le SG Flensburg-Handewitt en Bundesliga. Lors de son premier match de championnat, l'arrière gauche inscrit neuf buts mais se blesse à la main gauche. Devant être opéré, il est absent des parquets durant plusieurs mois et fait son retour à la compétition en février 2021.
Avec l'équipe nationale junior danoise, il remporte la médaille d'argent lors du championnat du monde de handball des moins de 21 ans en 2017. La même année, il fait ses débuts avec l'équipe nationale danoise contre la Norvège. En 2023, il joue le premier match du Championnat du monde face à la Belgique et contribue ainsi au troisième titre consécutif du Danemark.

## Palmarès

### En équipe nationale
Championnats du monde
- Médaille d'or au Championnat du monde 2023